# Duinmosklokje
Het duinmosklokje (Galerina uncialis) is een schimmel die behoort tot de familie Hymenogastraceae. Het komt voor verschillende biotopen zoals bemoste plekken in de zeeduinen en duingraslanden, loof- en gemengde bossen en op kalkhoudend duinzand. Het leeft vrij vaak tussen het klauwtjesmos (Hypnum cupressiforme) op hout of op de grond. 

## Kenmerken

### Uiterlijke kenmerken
Hoed
De hoed heeft een diameter van 5 tot 22(-30) mm. De vorm is breed conisch of bolrond, later vlak, ingedeukt bij ouderdom. De hoedrand is omgeslagen, niet of vaag doorschijnend gestreept. De kleur is donker geelbruin tot dof roestbruin. 
Lamellen
De lamellen zijn aangehecht tot iets aflopend met tandje. De kleur is bleek geelbruin tot roestbruin. 
Steel
De steel heeft een lengte van 12 tot 40 mm en een dikte 0,8 tot 3(-5) mm. De kleur is okerbruin aan de top, naar beneden toe donker roodbruin, met een bleke vezelige, vliezige ring of een duidelijke ringzone. De ring is vaak roestbruin van de sporen.
Geur en smaak
Het vlees is zonder uitgesproken geur en smaak.

### Microscopische kenmerken
Kenmerkend voor deze soort zijn cheilocystidia met lange, dunne hals die talrijk aanwezig zijn en het ontbreken van pleurocystidia. De sporen zijn amandelvormig-ellipsvormig, zelden uitgerekt aan de top, fijn wrattig, amyloïde en meten 7,5-9,5 (-10,5) × 4,5-5,5 (-6,5) μm. De basidia zijn cilindrisch tot knotsvormig, tweesporig, met basale gespen, met afmetingen van (26,3–) 27,0–34,0 (–34,9) × (7,0–) 7,2–8,5 (–8,6) μm. Er is een monomitisch hyfensysteem en de hoedhuid cellen zijn parallel gerangschikt, zonder septen.

## Taxonomie
Dit taxon werd voor het eerst vastgesteld door Max Britzelmayr in 1890, waardoor het de naam Agaricus uncialis kreeg. De huidige naam, erkend door de Index Fungorum, werd er in 1935 aan gegeven door Robert Kühner.

## Verspreiding
Het duinmosklokje komt alleen voor in sommige Europese landen. In Nederland komt het algemeen voor. Het staat niet op de rode lijst en is niet bedreigd.